# Championnat d'Islande de football 1982
Navigation
Saison précédente Saison suivante
La saison 1982 du Championnat d'Islande de football était la 71e édition de la première division islandaise. Les 10 clubs jouent les uns contre les autres lors de rencontres disputées en matchs aller et retour. L'ÍB Ísafjörður revient parmi l'élite, 20 ans après son unique saison en Urvalsdeild, en 1962.
Le Vikingur Reykjavik, vainqueur la saison dernière de son premier titre national, a tenté de le conserver face aux 9 meilleurs clubs du pays.
Le Vikingur Reykjavik finit de nouveau en tête du championnat et remporte le 4e titre de champion d'Islande de l'histoire du club. C'est la première fois depuis l'ÍA Akranes en 1974 et 1975 qu'un club parvient à conserver son titre de champion.
Après 16 saisons consécutives en 1. Deild, le Fram Reykjavik est relégué en 2. Deild, tout comme le KA Akureyri.

## Les 10 clubs participants
| \| Reykjavik : · Fram - Valur - Vikingur - KR Reykjavik KA Akureyri ÍA Akranes ÍBK Keflavík Breiðablik Kopavogur ÍB Ísafjörður ÍBV Vestmannaeyjar \| Clubs participants |
| Reykjavik : · Fram - Valur - Vikingur - KR Reykjavik KA Akureyri ÍA Akranes ÍBK Keflavík Breiðablik Kopavogur ÍB Ísafjörður ÍBV Vestmannaeyjar                          |

| Club                 | Classement 1981 | Stade            | Ville          |
| -------------------- | --------------- | ---------------- | -------------- |
| ÍA Akranes           | 3               | Akranesvöllur    | Akranes        |
| Breiðablik Kopavogur | 4               | Kópavogsvöllur   | Kopavogur      |
| Fram Reykjavik       | 2               | Laugardalsvöllur | Reykjavik      |
| ÍB Ísafjörður        | 2. Deild        | Isafjörðurvöllur | Ísafjörður     |
| KA Akureyri          | 7               | Akureyrarvöllur  | Akureyri       |
| ÍBK Keflavík         | 2. Deild        | Keflavíkurvöllur | Keflavík       |
| KR Reykjavik         | 8               | Laugardalsvöllur | Reykjavik      |
| Valur Reykjavik      | 5               | Laugardalsvöllur | Reykjavik      |
| ÍBV Vestmannaeyjar   | 6               | Hásteinsvöllur   | Vestmannaeyjar |
| Vikingur Reykjavik   | 1               | Laugardalsvöllur | Reykjavik      |

## Compétition

### Classement
Le barème de points servant à établir le classement se décompose ainsi :
- Victoire : 2 points
- Match nul : 1 point
- Défaite : 0 point

| Rang | Équipe               | Pts | J  | G | N  | P | Bp | Bc | Diff |
| ---- | -------------------- | --- | -- | - | -- | - | -- | -- | ---- |
| 1    | Vikingur Reykjavik T | 23  | 18 | 7 | 9  | 2 | 25 | 17 | +8   |
| 2    | ÍBV Vestmannaeyjar   | 22  | 18 | 9 | 4  | 5 | 23 | 16 | +7   |
| 3    | KR Reykjavik         | 21  | 18 | 5 | 11 | 2 | 14 | 12 | +2   |
| 4    | ÍA Akranes C         | 18  | 18 | 6 | 6  | 6 | 22 | 20 | +2   |
| 5    | ÍB Ísafjörður P      | 17  | 18 | 6 | 5  | 7 | 30 | 29 | +1   |
| 6    | Valur Reykjavik      | 17  | 18 | 6 | 5  | 7 | 18 | 21 | -3   |
| 7    | Breiðablik Kopavogur | 17  | 18 | 6 | 5  | 7 | 18 | 22 | -4   |
| 8    | ÍBK Keflavík P       | 16  | 18 | 5 | 6  | 7 | 14 | 19 | -5   |
| 9    | Fram Reykjavik       | 15  | 18 | 4 | 7  | 7 | 17 | 23 | -6   |
| 10   | KA Akureyri          | 14  | 18 | 4 | 6  | 8 | 20 | 22 | -2   |

|  | Qualifié pour la Coupe d'Europe des clubs champions 1983-1984 |
|  | Qualifié pour la Coupe des Coupes 1983-1984                   |
|  | Qualifié pour la Coupe UEFA 1983-1984                         |
|  | Relégation en 2. Deild                                        |

### Matchs
| Résultats (▼dom., ►ext.)                                   | Fram | Val | KR  | KA  | Kefl | ÍBÍ | Akr | Vik | Brei | Vest |
| Fram Reykjavik                                             |      | 1-1 | 0-2 | 1-2 | 0-2  | 0-4 | 2-2 | 2-1 | 2-2  | 3-0  |
| Valur Reykjavik                                            | 1-0  |     | 0-0 | 2-2 | 2-1  | 0-3 | 3-1 | 0-1 | 2-0  | 1-1  |
| KR Reykjavik                                               | 1-1  | 1-0 |     | 0-0 | 0-0  | 2-2 | 0-0 | 1-1 | 1-1  | 1-0  |
| KA Akureyri                                                | 0-0  | 3-0 | 3-0 |     | 0-0  | 2-3 | 0-0 | 0-2 | 0-2  | 0-1  |
| ÍBK Keflavík                                               | 1-1  | 2-1 | 0-0 | 3-2 |      | 1-1 | 1-0 | 0-1 | 1-0  | 0-1  |
| ÍB Ísafjörður                                              | 0-2  | 1-4 | 1-1 | 1-2 | 0-0  |     | 1-4 | 2-2 | 3-0  | 1-2  |
| ÍA Akranes                                                 | 0-1  | 2-0 | 1-1 | 1-0 | 2-1  | 2-1 |     | 2-2 | 3-1  | 1-2  |
| Vikingur Reykjavik                                         | 1-1  | 0-0 | 2-0 | 2-1 | 3-1  | 2-3 | 0-0 |     | 1-1  | 1-0  |
| Breiðablik Kopavogur                                       | 1-0  | 0-1 | 0-2 | 2-1 | 3-0  | 0-2 | 2-1 | 1-1 |      | 2-1  |
| ÍBV Vestmannaeyjar                                         | 2-0  | 2-0 | 0-1 | 2-2 | 2-0  | 3-1 | 2-0 | 2-2 | 0-0  |      |
| - Victoire à domicile - Match nul - Victoire à l'extérieur |      |     |     |     |      |     |     |     |      |      |

## Bilan de la saison
| Tableau d'Honneur                 |                    |
| Compétition                       | Vainqueur          |
| Championnat d'Islande de football | Vikingur Reykjavik |
| Coupe d'Islande de football       | ÍA Akranes         |
| Supercoupe d'Islande de football  | Vikingur Reykjavik |

| Qualifications européennes                   |                    |
| Coupe d'Europe des clubs champions 1983-1984 | Qualifié           |
| 1er tour                                     | Vikingur Reykjavik |
| Coupe des Coupes 1983-1984                   | Qualifié           |
| 1er tour                                     | ÍA Akranes         |
| Coupe UEFA 1983-1984                         | Qualifié           |
| 1er tour                                     | ÍBV Vestmannaeyjar |

| Promotion et relégation |                                |
| Relégué en 2. Deild     | Fram Reykjavik KA Akureyri     |
| Promu en 1. Deild       | þrottur Reykjavik þor Akureyri |

## Meilleurs buteurs
| # | Buteurs               | Clubs                | Nb de Buts |
| - | --------------------- | -------------------- | ---------- |
| 1 | Heimir Karlsson       | Vikingur Reykjavik   | 10         |
| 1 | Sigurlas þorleifsson  | ÍBV Vestmannaeyjar   | 10         |
| 3 | Sigurður Gretarsson   | Breiðablik Kopavogur | 7          |
| 3 | Gunnar Petursson      | ÍB Ísafjörður        | 7          |
| 5 | Ingi Björn Albertsson | Valur Reykjavik      | 6          |